# Myron McCormick
Myron McCormick, all'anagrafe Walter Myron McCormick (Albany, 8 febbraio 1908 – New York, 30 luglio 1962), è stato un attore statunitense, vincitore di un Tony Awards.
È noto soprattutto per aver recitato nella produzione originale del musical South Pacific a Broadway: rimase nello show per tutte le 1925 repliche in cartellone e vinse il Tony Award al miglior attore non protagonista in un musical nel 1950.

## Filmografia parziale

### Cinema
- Sotto i ponti di New York (Winterset), regia di Alfred Santell (1936)
- Quartiere maledetto (...One Third of a Nation...), regia di Dudley Murphy (1939)
- Ragazza cinese (China Girl), regia di Henry Hathaway (1942)
- The Town, regia di Josef von Sternberg (1944)
- Non c'è passione più grande (Jolson Sings Again), regia di Henry Levin (1949)
- Jigsaw, regia di Fletcher Markle (1949)
- Mia moglie preferisce suo marito (Three for the Show), regia di H.C. Potter (1955)
- Nessuno resta solo (Not as a Stranger), regia di Stanley Kramer (1955)
- Lo spaccone (The Hustler), regia di Robert Rossen (1961)

### Televisione
- Pursuit – serie TV, episodio 1x05 (1958)
- Outlaws – serie TV, episodi 2x10-2x22 (1961-1962)
- Scacco matto (Checkmate) – serie TV, episodio 2x21 (1962)
- Ben Casey – serie TV, episodio 1x17 (1962)